# Marco Basile
Marco Basile (Noto, 28 aprile 1974) è un attore italiano.

## Biografia
Attore di teatro, cinema e soprattutto televisione, debutta sul grande schermo nel 1998 con il film Donne in bianco, regia di Tonino Pulci, e nel 1999 in televisione con L'ispettore Giusti, regia di Sergio Martino, miniserie tv in onda su Canale 5.
Nel 2002 è protagonista, con il ruolo di Andrea Monteleone, della soap opera trasmessa da Rai 2, Cuori rubati. Nello stesso anno è nelle sale cinematografiche con il film Ciao America, diretto da Frank Ciota. Inoltre appare su Rai 1 e poi su Rai Due, per ascolti non soddisfacenti, con la miniserie Stiamo bene insieme, regia di Elisabetta Lodoli e Vittorio Sindoni.
Nel 2005 è  tra i protagonisti del film ...e dopo cadde la neve, regia di Donatella Baglivo, che ricostruisce il Terremoto dell'Irpinia del 1980. Nello stesso anno partecipa al reality show La fattoria, ambientato in Brasile e condotto su Canale 5 da Barbara D'Urso, venendo eliminato nel corso della nona puntata con il 52% dei voti. Inoltre appare su Italia 1 in alcuni episodi della serie tv Grandi domani, regia di Vincenzo Terracciano.
Tra il 2006 e il 2007 interpreta il ruolo del boss Vincenzo Matrone nella settima ed ottava stagione della serie tv di Rai 3, La squadra. Nel 2008 è tra i protagonisti della serie tv di Rai 2, Terapia d'urgenza, dove ha il ruolo del dottore Valerio Santamaria. Nel 2011 diventa uno dei protagonisti della seconda serie della fiction tv di Canale 5 R.I.S. Roma - Delitti imperfetti nel ruolo del leader di una pericolosa banda di criminali.

## Filmografia

### Cinema
- Donne in bianco, regia di Tonino Pulci (1998)
- Ciao America, regia di Frank Ciota (2002)
- Con amore Rossana, regia di Paula Boschi e Francesca Calligaro – cortometraggio (2002)
- L'iguana, regia di Catherine McGilvray (2004)
- In questo mondo di ladri, regia di Carlo Vanzina (2004)
- Oktoberfest, regia di Johannes Brunner (2005)
- ...e dopo cadde la neve, regia di Donatella Baglivo (2006)
- Il sole nero, regia di Krzysztof Zanussi (2007)
- Fairytale, regia di Christian Bisceglia e Ascanio Malgarini (2012)

### Televisione
- L'ispettore Giusti – serie TV (1999)
- Cuori rubati – soap opera (2002)
- Stiamo bene insieme – serie TV, 1 episodio (2002)
- Grandi domani – serie TV (2005)
- La squadra – serie TV (2006-2007)
- Terapia d'urgenza – serie TV (2008-2009)
- R.I.S. Roma 2 - Delitti imperfetti, regia di Francesco Miccichè (2011)
- R.I.S. Roma 3 - Delitti imperfetti, regia di Francesco Miccichè (2012)
- Un posto al sole – soap opera (2017- in corso)
- Il commissario Montalbano, regia di Alberto Sironi - serie TV, episodio: Un diario del '43 (2019)

## Teatro
- Riccardo III di William Shakespeare

## Programmi TV
- La fattoria (2005)